# Campeonato Mundial por equipos de Tenis de Mesa
El Campeonato Mundial por equipos de Tenis de Mesa es un evento que actualmente se disputa cada dos años. La edición correspondiente al año 2020 se pospuso dos veces y finalmente se canceló debido a la pandemia de COVID-19.
En su modalidad masculina también recibe el nombre de Copa Swaythling, por el trofeo donado en 1926 por la baronesa Swaythling, madre del primer presidente de la ITTF Ivor Montagu. El trofeo que se otorga al gandador en la competición femenina es la Copa Corbillon, donado in 1933 por Marcel Corbillon, Presidente de la Asociación de Tenis de mesa de Francia. Los trofeos son custodiados por las Asociaciones que hayan resultado ganadoras, y devueltos en la siguiente edición de los campeonatos.

## Ganadores
| Ed. | Año  | Ciudad       | Fecha           | Estadio                      | Hombres        | Mujeres         |
| --- | ---- | ------------ | --------------- | ---------------------------- | -------------- | --------------- |
| 55  | 2022 | Chengdu      | 30 Sep - 9 Oct  | Centro de alta tecnología    | China          | China           |
| 54  | 2018 | Halmstad     | 29 Abr - 6 May  | Halmstad Arena               | China          | China           |
| 53  | 2016 | Kuala Lumpur | 28 Feb - 6 Mar  | Malawati Stadium             | China          | China           |
| 52  | 2014 | Tokio        | 28 Abr - 5 May  | Yoyogi National Gymnasium    | China          | China           |
| 51  | 2012 | Dortmund     | 25 Mar - 1 Abr  | Westfalenhalle               | China          | China           |
| 50  | 2010 | Moscú        | 23 May - 30 May | Olimpiski                    | China          | Singapur        |
| 49  | 2008 | Cantón       | 24 Feb - 2 Mar  | Guangzhou Gymnasium          | China          | China           |
| 48  | 2006 | Bremen       | 24 Abr - 1 May  | Bremen Arena                 | China          | China           |
| 47  | 2004 | Doha         | 1 Mar - 7 Mar   | Qatar Int. Exhibition Center | China          | China           |
| 46  | 2001 | Osaka        | 23 Abr - 6 May  |                              | China          | China           |
| 45  | 2000 | Kuala Lumpur | 19 Feb - 26 Feb | Malawati Stadium             | Suecia         | China           |
| 44  | 1997 | Mánchester   | 24 Abr - 5 May  |                              | China          | China           |
| 43  | 1995 | Tianjin      | 1 May - 14 May  |                              | China          | China           |
| 42  | 1993 | Gotemburgo   | 11 May - 23 May |                              | Suecia         | China           |
| 41  | 1991 | Chiba        | 24 Abr - 6 May  |                              | Suecia         | Corea del Sur   |
| 40  | 1989 | Dortmund     | 29 Mar - 9 Abr  | Westfalenhalle               | Suecia         | China           |
| 39  | 1987 | Nueva Delhi  | 18 Feb - 1 Mar  |                              | China          | China           |
| 38  | 1985 | Gotemburgo   | 28 Mar - 7 Abr  |                              | China          | China           |
| 37  | 1983 | Tokio        | 28 Abr - 9 May  |                              | China          | China           |
| 36  | 1981 | Novi Sad     | 14 Abr - 26 Abr |                              | China          | China           |
| 35  | 1979 | Pionyang     | 25 Abr - 6 May  |                              | Hungría        | China           |
| 34  | 1977 | Birmingham   | 28 Abr - 7 May  |                              | China          | China           |
| 33  | 1975 | Calcuta      | 6 Feb - 16 Feb  |                              | China          | China           |
| 32  | 1973 | Sarajevo     | 5 Abr - 15 Abr  |                              | Suecia         | Corea del Sur   |
| 31  | 1971 | Nagoya       | 28 Mar - 7 Abr  |                              | China          | Japón           |
| 30  | 1969 | Múnich       | 17 Abr - 27 Abr | Olympia Eishalle             | Japón          | Unión Soviética |
| 29  | 1967 | Estocolmo    | 11 Abr - 21 Abr |                              | Japón          | Japón           |
| 28  | 1965 | Liubliana    | 15 Abr - 25 Abr | Tivoli Hall                  | China          | China           |
| 27  | 1963 | Praga        | 5 Abr - 14 Abr  |                              | China          | Japón           |
| 26  | 1961 | Pekín        | 5 Abr - 14 Abr  |                              | China          | Japón           |
| 25  | 1959 | Dortmund     | 27 Mar - 5 Abr  | Westfalenhalle               | Japón          | Japón           |
| 24  | 1957 | Estocolmo    | 7 Mar - 15 Mar  |                              | Japón          | Japón           |
| 23  | 1956 | Tokio        | 2 Abr - 11 Abr  |                              | Japón          | Rumania         |
| 22  | 1955 | Utrecht      | 16 Abr - 24 Abr |                              | Japón          | Rumania         |
| 21  | 1954 | Wembley      | 5 Abr - 14 Abr  | Wembley Arena                | Japón          | Japón           |
| 20  | 1953 | Bucarest     | 20 Mar - 29 Mar |                              | Inglaterra     | Rumania         |
| 19  | 1952 | Bombay       | 1 Feb - 10 Feb  |                              | Hungría        | Japón           |
| 18  | 1951 | Viena        | 2 Mar - 11 Mar  |                              | Checoslovaquia | Rumania         |
| 17  | 1950 | Budapest     | 29 Ene - 5 Feb  |                              | Checoslovaquia | Rumania         |
| 16  | 1949 | Estocolmo    | 4 Feb - 10 Feb  |                              | Hungría        | EE. UU.         |
| 15  | 1948 | Wembley      | 4 Feb - 11 Feb  | Wembley Arena                | Checoslovaquia | Inglaterra      |
| 14  | 1947 | París        | 25 Feb - 7 Mar  |                              | Checoslovaquia | Inglaterra      |
| 13  | 1939 | El Cairo     | 6 Mar - 11 Mar  |                              | Checoslovaquia | Alemania        |
| 12  | 1938 | Wembley      | 24 Ene - 29 Ene | Wembley Arena                | Hungría        | Checoslovaquia  |
| 11  | 1937 | Baden        | 1 Feb - 7 feb   |                              | EE. UU.        | EE. UU.         |
| 10  | 1936 | Praga        | 12 Mar - 18 Mar |                              | Austria        | Checoslovaquia  |
| 9   | 1935 | Wembley      | 8 Feb - 16 Feb  | Wembley Arena                | Hungría        | Checoslovaquia  |
| 8   | 1933 | París        | 2 Dic - 10 Dic  |                              | Hungría        | Alemania        |
| 7   | 1933 | Baden        | 31 Ene - 5 Feb  |                              | Hungría        |                 |
| 6   | 1932 | Praga        | 25 Ene - 30 Ene |                              | Checoslovaquia |                 |
| 5   | 1931 | Budapest     | 10 Feb - 15 Feb |                              | Hungría        |                 |
| 4   | 1930 | Berlín       | 21 Ene - 26 Ene |                              | Hungría        |                 |
| 3   | 1929 | Budapest     | 14 Ene - 21 Ene |                              | Hungría        |                 |
| 2   | 1928 | Estocolmo    | 24 Ene - 29 Ene |                              | Hungría        |                 |
| 1   | 1926 | Londres      | 6 Dic - 29 Dic  | Wembley Arena                | Hungría        |                 |

## Resumen por países
| Total por país (~2022) | Total por país (~2022) | Total por país (~2022) | Total por país (~2022) | Total por país (~2022) |
| Posición               | País                   | Hombres                | Mujeres                | Total                  |
| ---------------------- | ---------------------- | ---------------------- | ---------------------- | ---------------------- |
| 1                      | China                  | 22                     | 22                     | 44                     |
| 2                      | Japón                  | 7                      | 8                      | 15                     |
| 3                      | Hungría                | 12                     | 0                      | 12                     |
| 4                      | Checoslovaquia         | 6                      | 3                      | 9                      |
| 5                      | Suecia                 | 5                      | 0                      | 5                      |
| 5                      | Rumania                | 0                      | 5                      | 5                      |
| 7                      | Inglaterra             | 1                      | 2                      | 3                      |
| 7                      | Estados Unidos         | 1                      | 2                      | 3                      |
| 8                      | Alemania               | 0                      | 2                      | 2                      |
| 8                      | Corea del Sur          | 0                      | 2                      | 2                      |
| 11                     | Austria                | 1                      | 0                      | 1                      |
| 11                     | Corea del Norte        | 0                      | 1                      | 1                      |
| 11                     | Singapur               | 0                      | 1                      | 1                      |
| 11                     | Unión Soviética        | 0                      | 1                      | 1                      |
| Total                  |                        | 55                     | 49                     | 104                    |